# Katja Kabanova
Katja Kabanova (tjekkisk: Káťa Kabanová) er en opera i 3 akter af Leoš Janáček med en libretto af Vincenc Červinka. Operaen er baseret på skuespillet Uvejr af den russiske dramatiker Alexander Ostrovskij. Den er bl.a. opført af Den Jyske Opera i 2013.

## Eksterne links og henvisninger
- Wikimedia Commons har flere filer relateret til Katja Kabanova
- Besøg af Den Jyske Opera på Det Kongelige Teater Arkiveret 9. november 2013 hos  Wayback Machine
- Anmeldelser af Den Jyske Opera 2013 Arkiveret 9. november 2013 hos  Wayback Machine